# Jan van Steffeswert

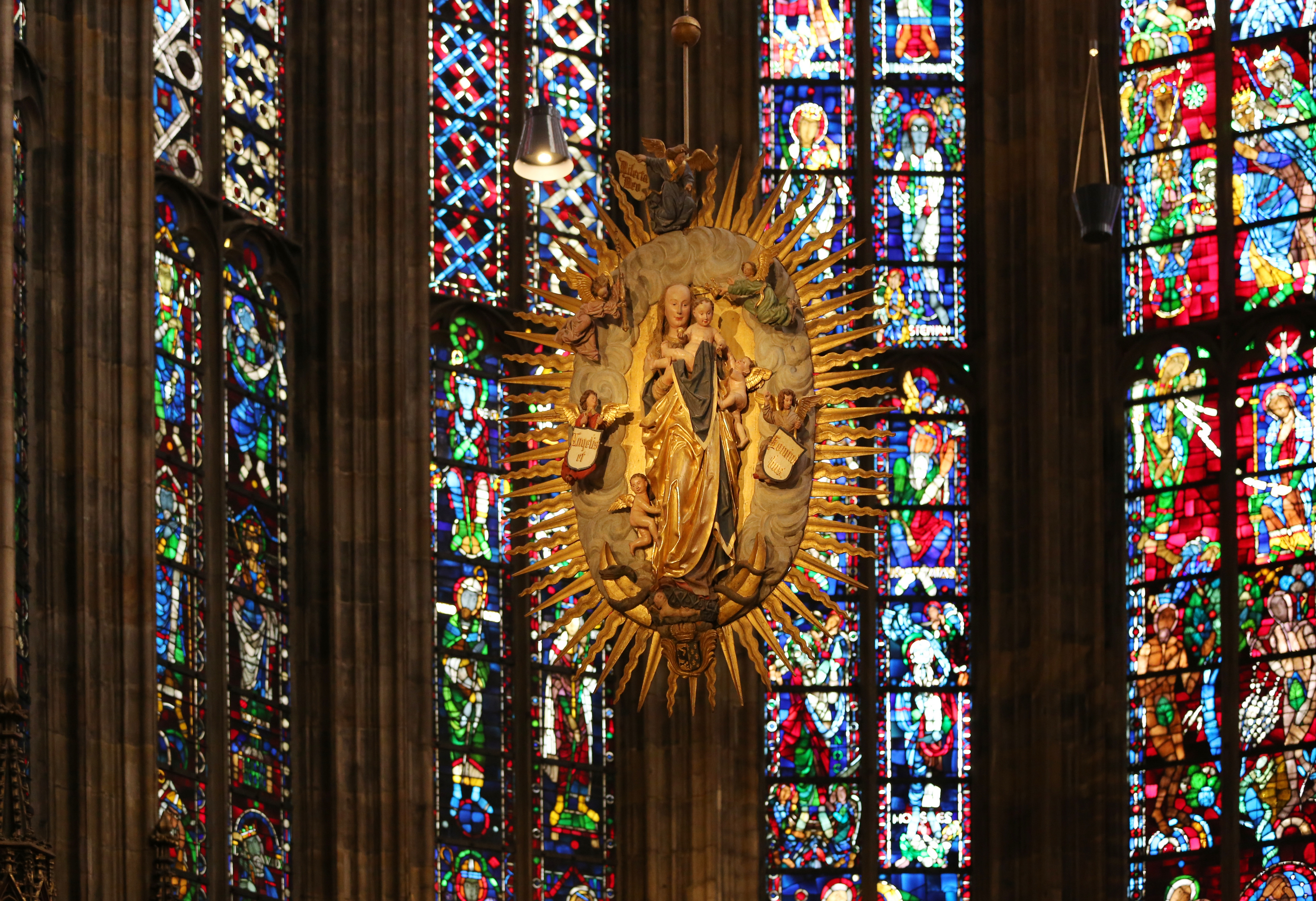
Die Strahlenkranzmadonna im Aachener Dom

Jan van Steffeswert, auch Jan van Steffenswert und Jan van Stevensweert (* vor 1465; † nach 1531) war ein spätgotischer Holzschnitzer, der zumindest einen Teil seines Lebens in Maastricht verbrachte. Er stammt vermutlich aus dem Maasland in den Niederlanden.

## Leben
Während die Namen vieler Bildhauer des 15. und 16. Jahrhunderts weitgehend unbekannt sind, stellt Jan van Steffeswert eine Ausnahme dar. Durch seine Arbeiten hebt er sich aus der Anonymität der mittelalterlichen Handwerker hervor.
Der Name Steffeswert könnte darauf schließen lassen, dass der Künstler im Ort Stevensweert geboren wurde, was bislang jedoch nur eine Vermutung ist. In jedem Fall lebte er ab 1499 in Maastricht, von 1507 an in der Nähe des dortigen Holzmarktes. Dort unterrichtete er mehrere Schüler, denn nachweislich behauptete er 1503 und 1525, dass ihm die vorzeitige Abreise mehrerer Schüler Schaden zugefügt habe. 1531 wird Jan van Steffeswert letztmals in den Maastrichter Archiven genannt.
Van Steffeswert hatte mindestens zwei Kinder, einen Sohn und eine Tochter. Über seine Tochter ist nur bekannt, dass sie Handschuhe und Taschen hergestellt hat. Der Sohn von Jan van Steffeswert, genannt Aert, war verheiratet mit Greetchen Bieldesnider. Beide waren Anhänger des Luthertums. Greetchen wurde 1534 wegen Häresie verurteilt und am Scheiterhaufen hingerichtet.

## Arbeiten
Steffeswert zeichnete seine Werke mit dem Kürzel IAN. Die Strahlenkranzmadonna im Aachener Dom trägt die Signatur IAN Bieldesnider 1524. Im Bonnefantenmuseum in Maastricht befindet sich eine Skulpturengruppe, ebenfalls aus dem Jahr 1524, die er wiederum schlicht mit IAN zeichnete.
Die Werke von Jan van Steffeswert sind gekennzeichnet durch eine starke Geräumigkeit und ansprechende Details.

## Werke (Auswahl)
- St. Hubertus, romanische Kirche von Erpekom, jetzt im Museum von Heis (Genk).
- St. Barbara, St. Martin Born.
- St. Joseph (um 1515), St.-Nikolaus-Kirche in Heythuysen.
- St. Anna-zu-drei, St. Martin Itteren.
- Corpus (1505–1510), Bischof inthronisiert (1515), Maria Magdalena (1525) und andere Werke, Bonnefantenmuseum Maastricht.
- St. Crispinianus, St. Peter Maastricht.
- Reliquienbüsten in Amelbergaschrijn, H. Amelbergakerk Susteren.
- Jungfrau und Kind, St.-Nikolaus-Kirche in Valkenburg.
- Marianum (1524), Aachener Dom.
- St. Balbina (1526), Pfarrkirche Millen (Deutschland).
- John in der Disco, Musée de la Vie Walonne Lüttich.
- St. Odilia (?), Königliche Museen für Kunst und Geschichte in Brüssel.
- St. Catherine, British Museum, London.
- Jungfrau und Kind, Oscott College, Birmingham.
- Weibliche Heilige, Khanenko Museum, Kiew.